# Cynorkis commersoniana
Cynorkis commersoniana är en orkidéart som först beskrevs av Achille Richard, och fick sitt nu gällande namn av Friedrich Fritz Wilhelm Ludwig Kraenzlin. Cynorkis commersoniana ingår i släktet Cynorkis, och familjen orkidéer.
Artens utbredningsområde är Réunion. Inga underarter finns listade i Catalogue of Life.